# Специальное конструкторское бюро медицинской тематики
ООО «Специа́льное констру́кторское бюро́ медици́нской тема́тики» (ООО «СКБ МТ») — российское предприятие по разработке и производству наукоёмких медицинских изделий.
Создано путём выделения из КЧХК подразделения, которое в его составе развивалось с начала 1960-х годов.
Расположено в городе Кирово-Чепецке, в Кировской области.
Является членом НКО «Ассоциация отечественных производителей имплантатов».

## История
Организация в составе КЧХК (входившем в Минсредмаш) подразделения по производству медицинских изделий была осуществлена по решению Министра среднего машиностроения СССР Е. П. Славского, после обращения к нему академика АМН СССР Б. В. Петровского с вопросом о возможности освоения силами атомной промышленности производства искусственных клапанов сердца. Выбор Кирово-Чепецкого химического завода был обусловлен наличием на нём уникального в те годы производства фторопластов, которые по своим свойствам были наиболее пригодны для имплантации в организм человека.
Разработка и создание оборудования для производства МПКС, а равно подготовка чертежей и расчётов, были осуществлены в Экспериментальной механической лаборатории (ЭМЛ), руководимой С. В. Михайловым. Первый отечественный шаровой МПКС для митральной позиции был разработан и изготовлен в 1963 году (менее чем за год), а для аортальной позиции — в 1964 году. Из числа разработанных моделей шаровых МПКС шесть (МКЧ-01, МКЧ-02, МКЧ-25, АКЧ-01, АКЧ-02, АКЧ-06) вошли в клиническую практику и в течение длительного времени (до 1992 года) применялись для коррекции клапанных пороков сердца.
Одновременно в целях уменьшения размера протеза шла работа по созданию малогабаритных МПКС, в которых шаровый запирающей элемнет заменялся полусферой (МКЧ-27) или двояковыпуклой линзой (МКЧ-29). С 1967 года был начат их серийный выпуск, продолжавшийся до 1985 года. Эти модели широко использовались в клинической практике при оперировании пациентов с небольшим левым желудочком.
23 мая 1966 года для организации серийного производства медицинских изделий (шаровых и малогабаритных МПКС) по инициативе главного инженера Кирово-Чепецкого химического завода Б. П. Зверева на базе ЭМЛ было создано Особое конструкторское бюро медицинской тематики — ОКБ (мед.) Его руководителем был назначен Г. Ф. Романов.
Учитывая большое государственное значение проводимой ОКБ (мед.) работы и полученные результаты (к этому времени КЧХЗ выпустил более 10 тысяч экземпляров серийных МПКС), 22 мая 1975 года приказом № 107 по министерству оно было преобразовано в Специальное конструкторское бюро медицинской тематики (СКБ МТ) с большими правами в области межотраслевых связей, а также реализации своей продукции в стране и за рубежом (соответствующий приказ по заводу о реорганизации структурного подразделения был подписан 12 апреля 1976 года, № 1567/ДСП).

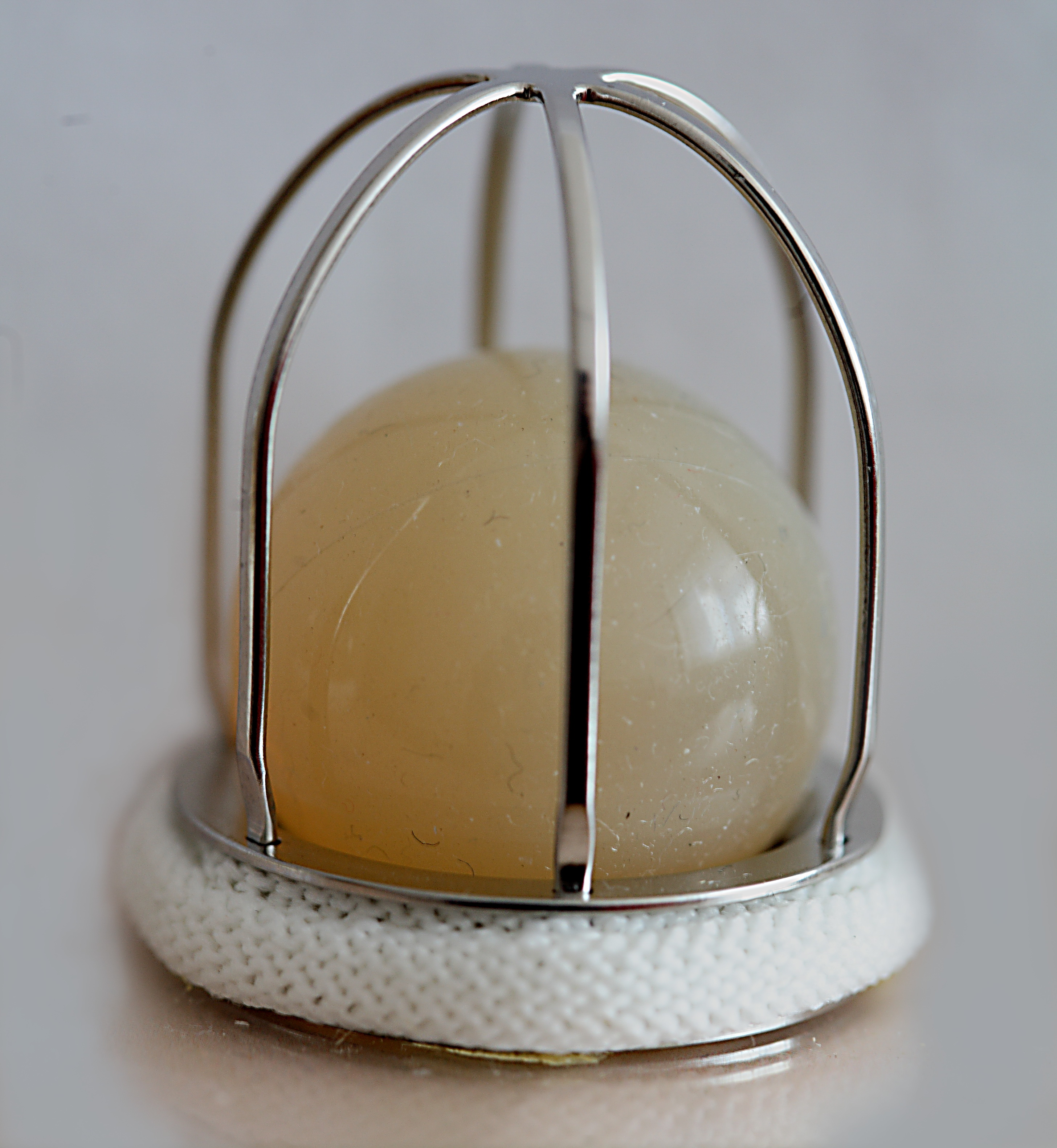
Шаровый протез МКЧ-01
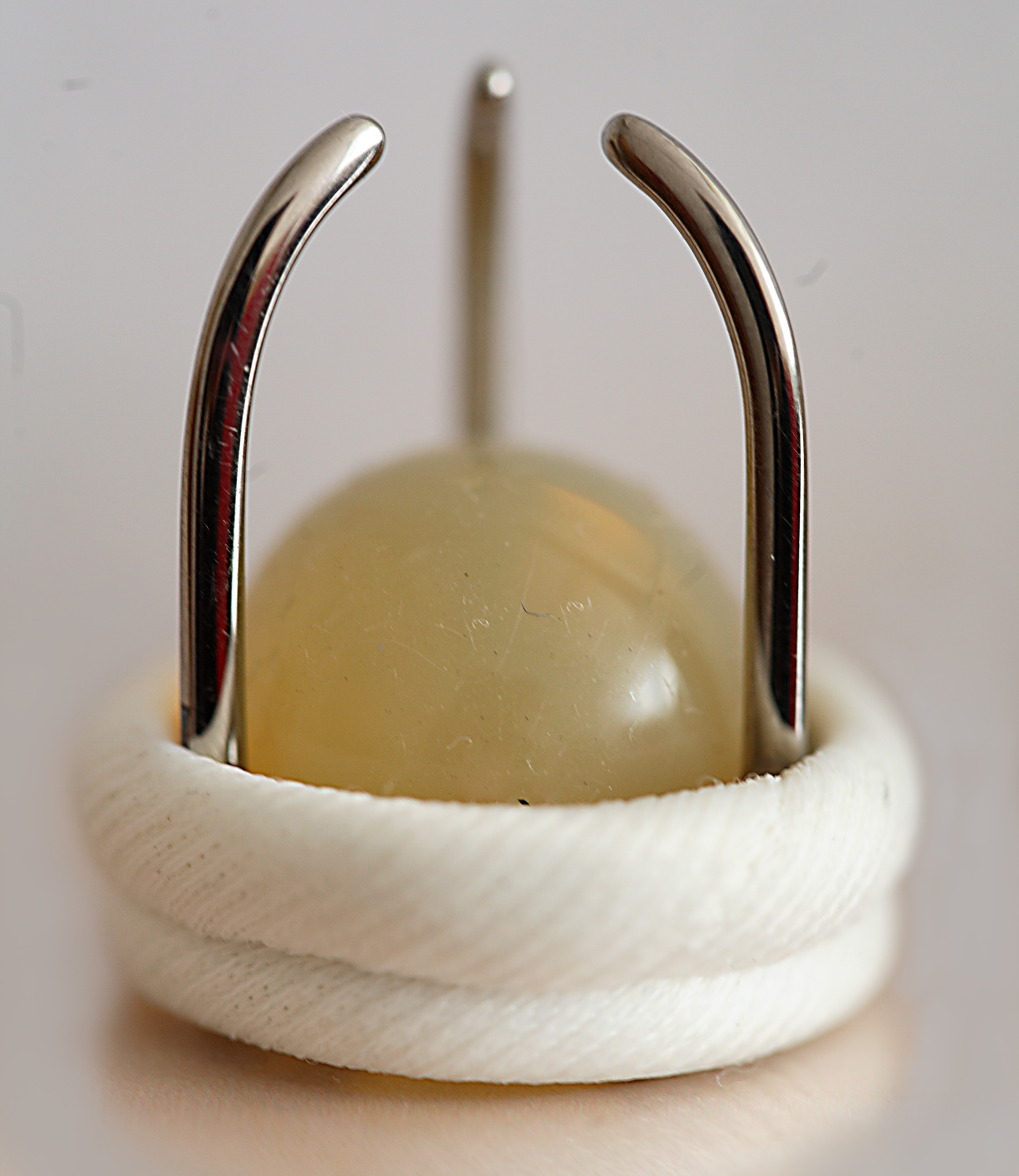
Шаровый протез АКЧ-06
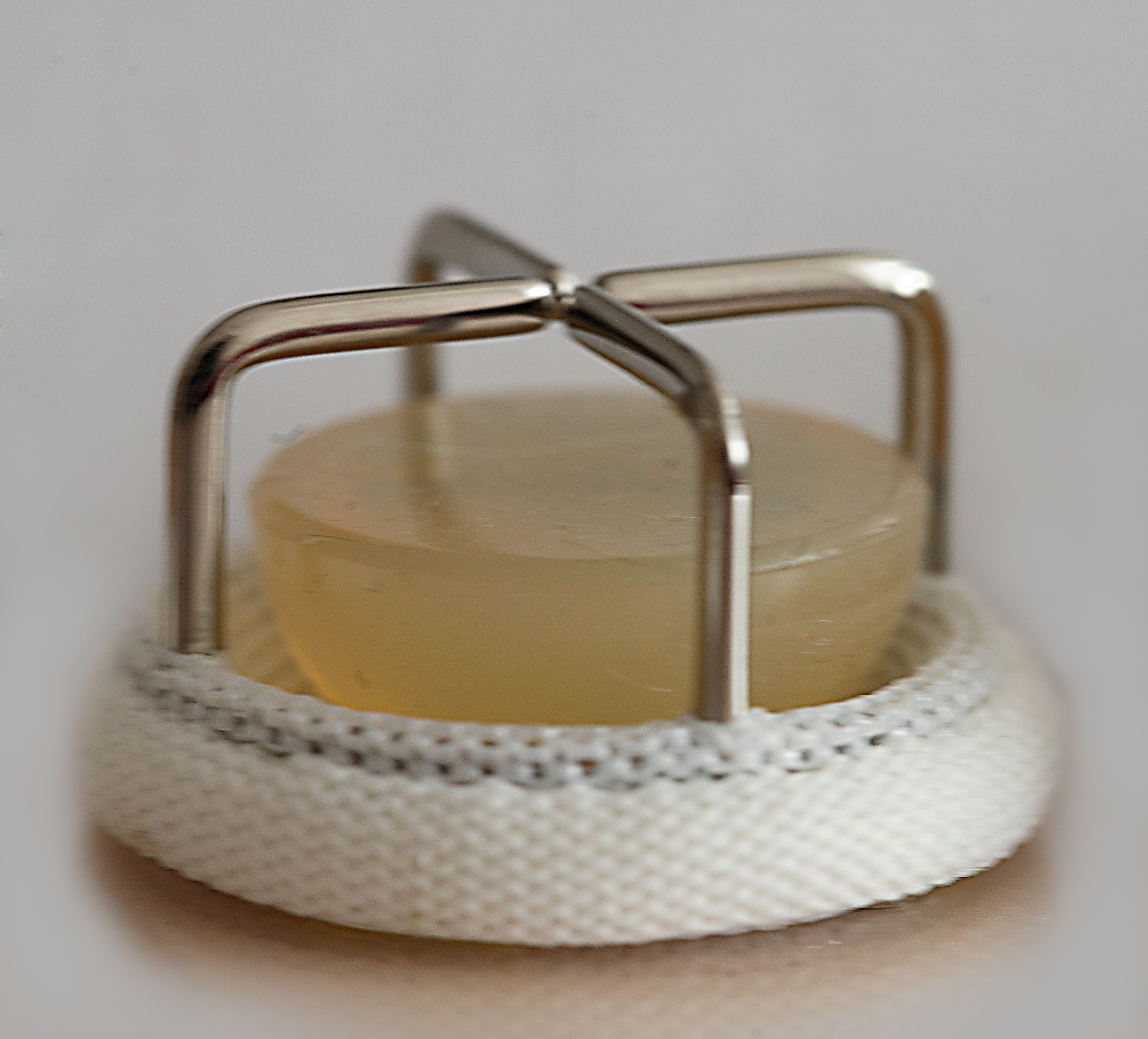
Малогабаритный протез МКЧ-27
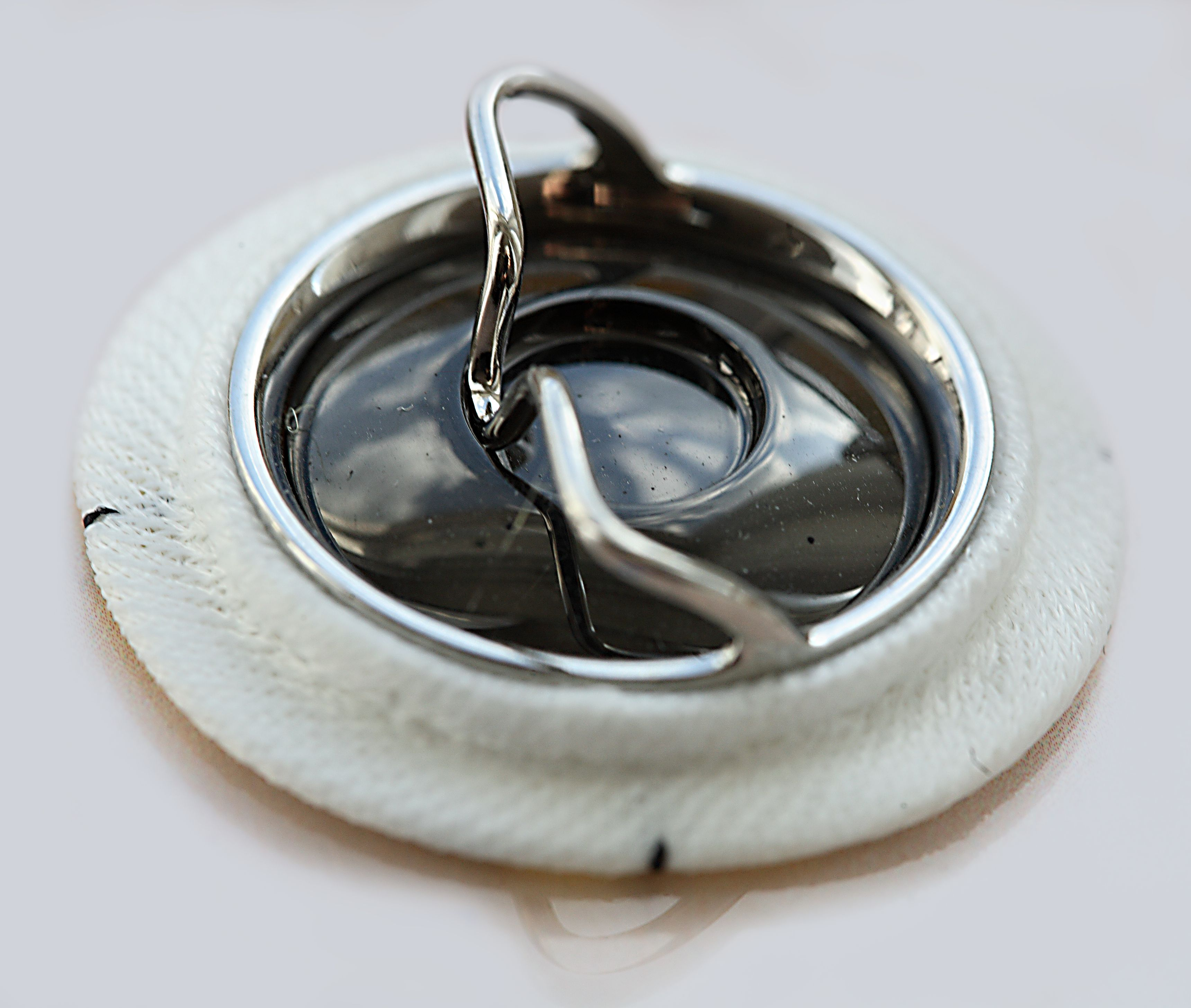
Поворотно-дисковый протез ЛИКС-2

Новым этапом стала начатая в 1973 году в Лаборатории искусственных клапанов сердца СКБ МТ разработка первых отечественных поворотно-дисковых МПКС. Запирающий элемент протеза стали выполнять из разработанного в НИИграфит изотропного пиролитического углерода (углеситалла), мелкозернистая структура которого позволила получать запорные элементы с полированной поверхностью высокого класса чистоты. В 1981 году была создана модификация «ЛИКС-2», востребованная до настоящего времени.
До 1980-х годов СКБ МТ оставалось единственным промышленным производителем искусственных клапанов сердца в СССР.
В 1988 году за разработку и внедрение в клиническую практику поворотно-дисковых МПКС творческому коллективу медиков ИССХ им. А. Н. Бакулева АМН СССР и инженеров СКБ МТ была присуждена премия Совета Министров СССР. В числе награждённых были Сергей Васильевич Евдокимов (начальник лаборатории искусственных клапанов сердца — ЛИКС), Александр Петрович Мельников (руководитель группы в ЛИКС), Виктор Павлович Мутных (слесарь механосборочных работ), Вадим Фёдорович Удальцов (заместитель начальника СКБ МТ по  производству).
Параллельно с разработкой МПКС коллектив СКБ МТ в содружестве с ИССХ им. А. Н. Бакулева АМН СССР разработал и освоил серийный выпуск биологических протезов клапанов сердца с использованием тканей животных — в СКБ МТ начали производить опорные кольца протезов со стойками различных конструкций. Эта работа в 1984 году была удостоена Государственной премии СССР. Среди лауреатов были начальник СКБ МТ Юрий Александрович Перимов и заместитель начальника СКБ МТ по новой технике и техническому развитию Вячеслав Михайлович Картошкин.
Государственным комитетом СССР по стандартам СКБ МТ было назначено разработчиком государственного стандарта СССР по искусственным клапанам сердца. В 1986 году стандарт СССР «Клапаны сердца искусственные. Общие технические условия» (ГОСТ 26997-86) был принят.

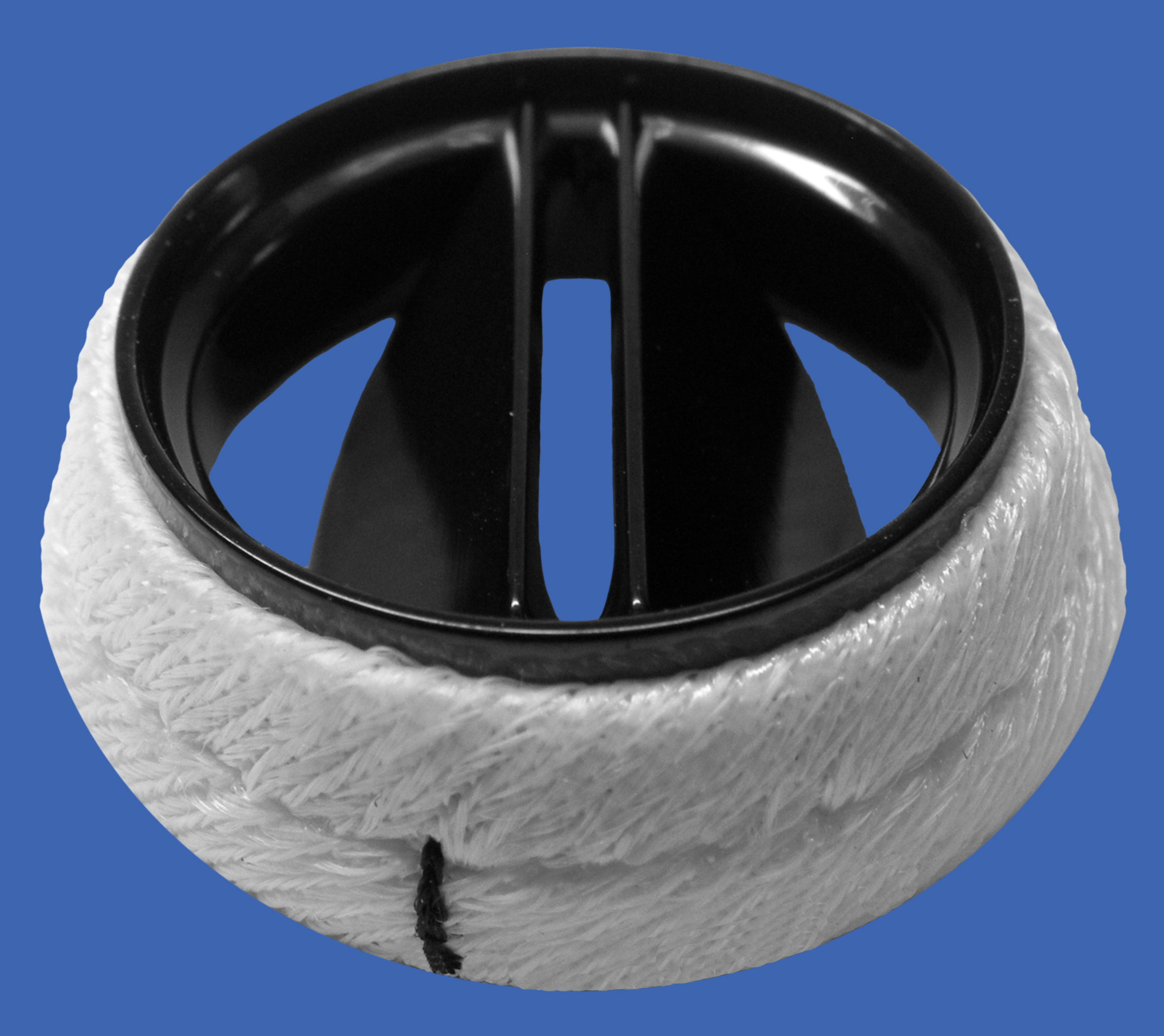
Аортальный ПКС Карбоникс-1
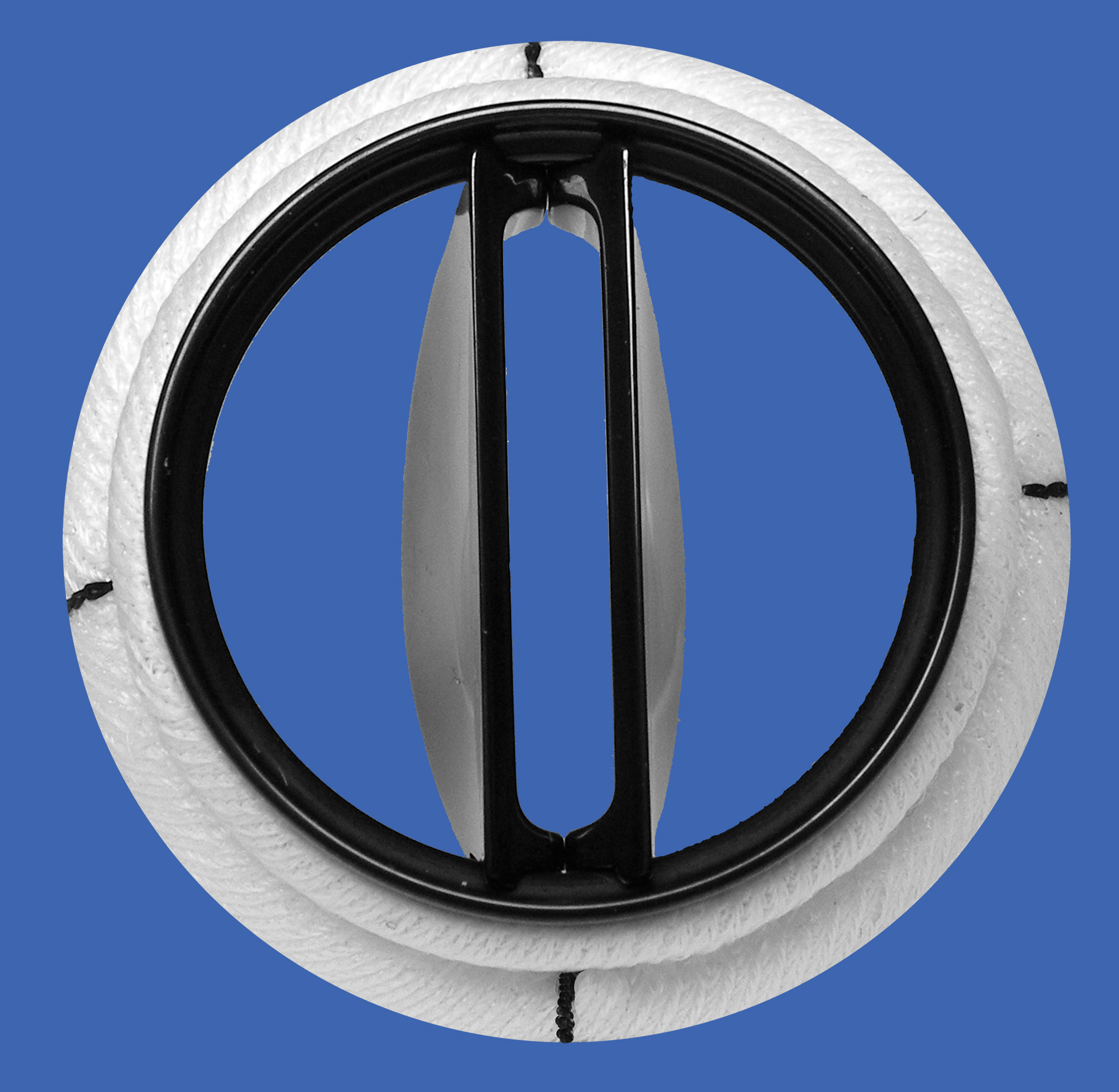
Митральный ПКС Карбоникс-1
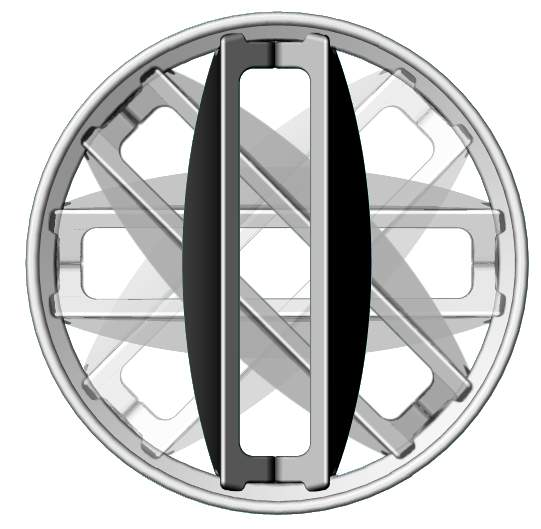
Схема вращения створок
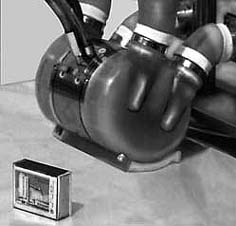
Искусственное сердце Герц-02
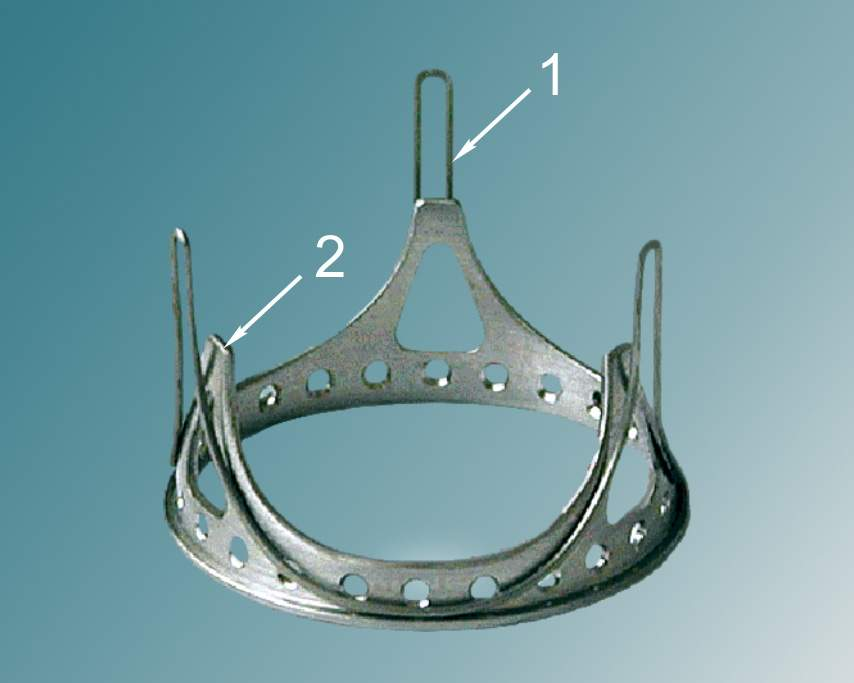
Каркас биологического ПКС

В 1981 году коллектив СКБ МТ (С. В. Евдокимов, А. П. Мельников, Ю. В. Горшков, А. А. Нелюбин, В. М. Картошкин) разработал и позже организовал серийное производство первого отечественного двустворчатого МПКС Карбоникс-1 с центральным током крови, выполненного полностью из углеродных материалов. В 1995 году протез «Карбоникс-1» был удостоен Гран-при XLIV Всемирного салона изобретений «Эврика-95» (Брюссель). В разные годы его экспортировали в 17 стран Европы, Африки, Азии и Америки под торговой маркой JYROS (наибольший зарубежный опыт применения накоплен в Великобритании). Согласно ряда исследований, протез «Карбоникс-1» и в настоящее время остаётся одним из самых эффективных в мире по величине гидравлического сопротивления, благодаря особой диффузорной форме корпуса и запирающих элементов.

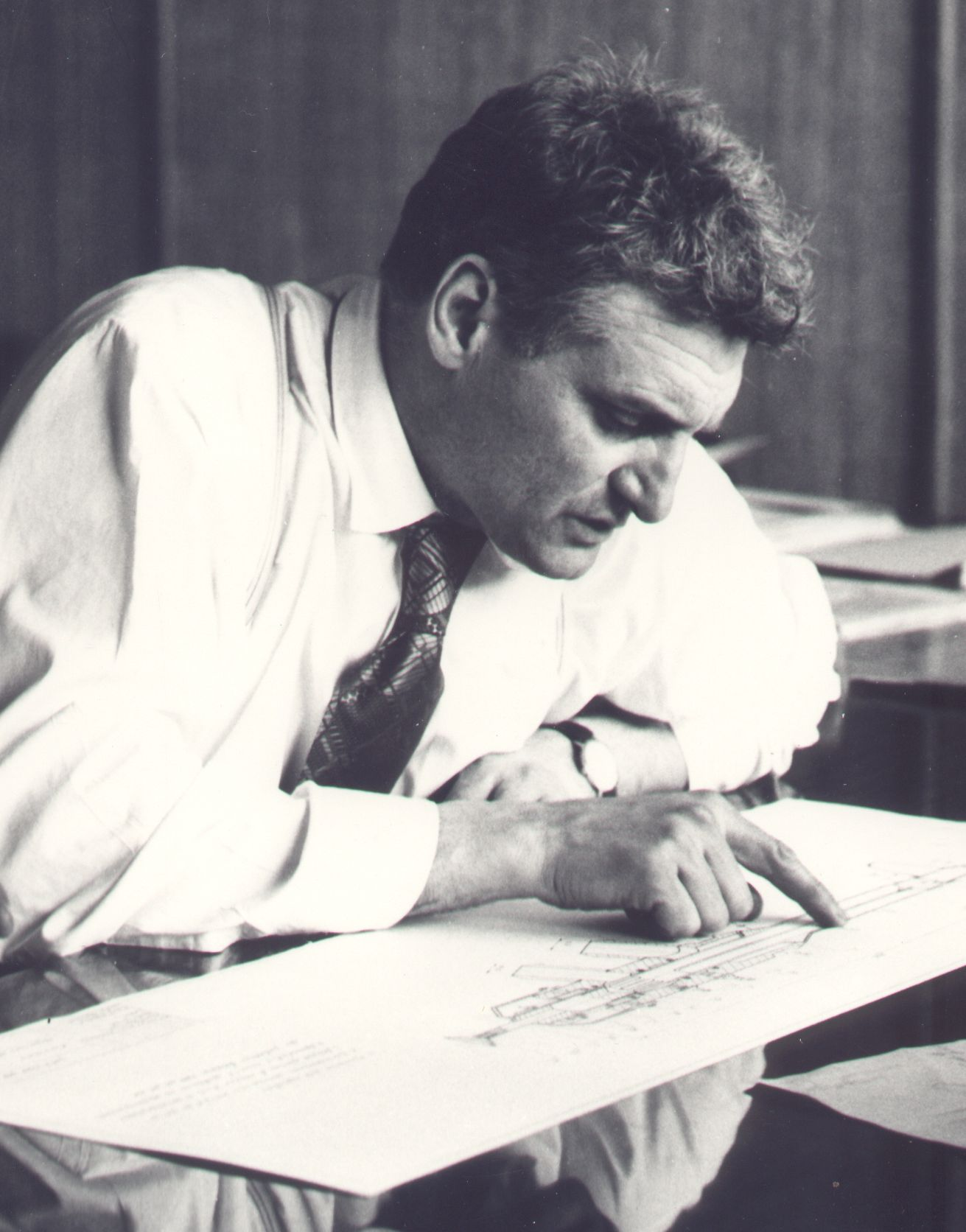
Перимов
Юрий Александрович
Лауреат Государственной премии СССР

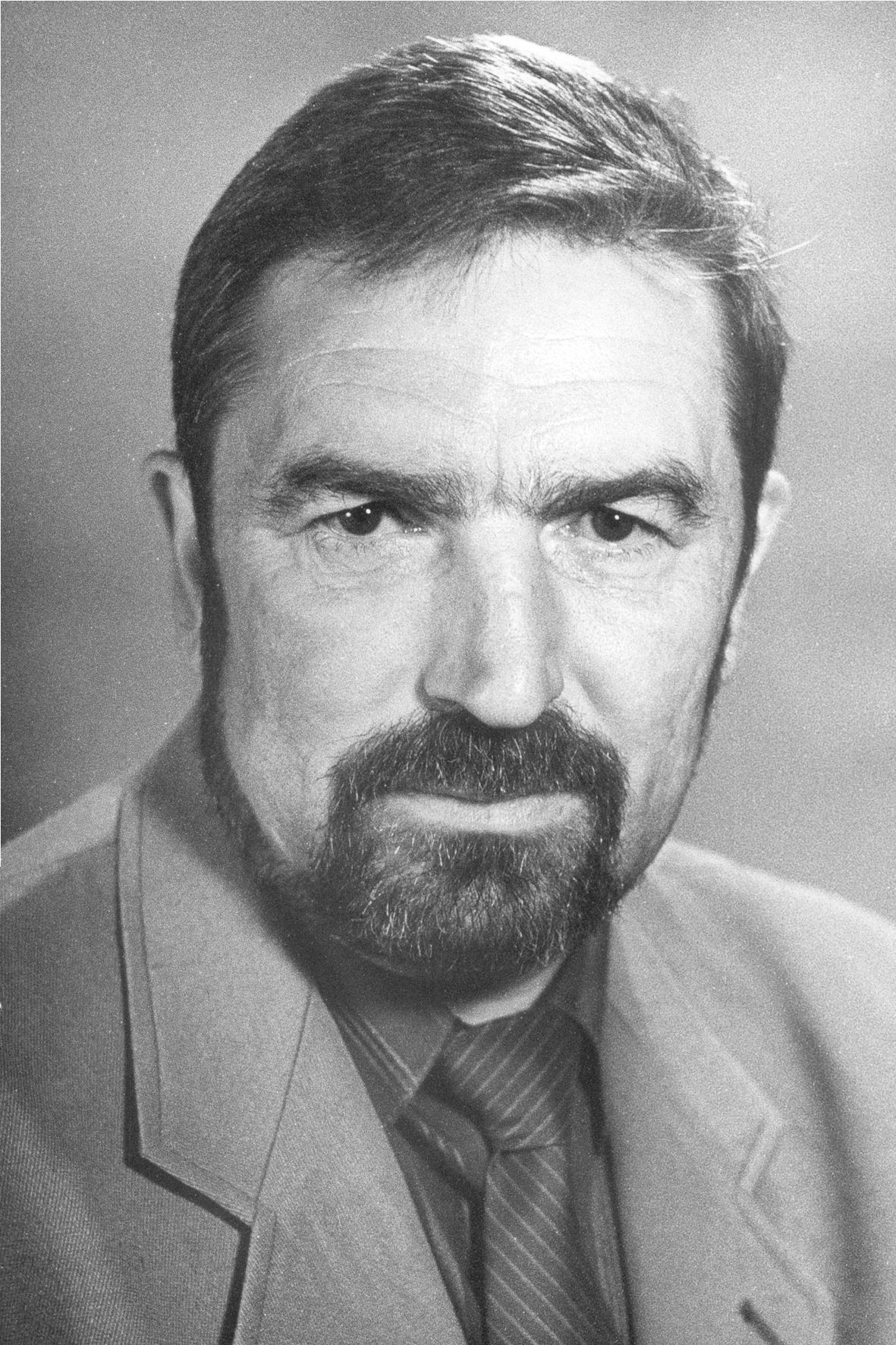
Картошкин
Вячеслав Михайлович
Лауреат Государственной премии СССР

В 1976 году на основании постановления Совета Министров СССР при СКБ МТ была создана лаборатория искусственного сердца, которую возглавил Л. М. Попов. Сложная работа коллектива завершилась созданием опытного образца искусственного сердца «Герц-02» в ранцевом исполнении, и в 1985 году в НИИ трансплантологии и искусственных органов Минздрава СССР (В. И. Шумаков) были проведены его успешные испытания на животных — впервые в стране животное (телёнок) жило с искусственным сердцем более двух недель. Для скорейшего внедрения наработок в клинику был разработан образец автономной системы вспомогательного кровообращения «Герц-В». Однако в дальнейшем эти исследования по финансовым причинам были прекращены. В 1986 году лабораторией разработан искусственный желудочек сердца «Темп» с набором магистралей для подведения к сердечно-сосудистой системе человека, прошедший успешные испытания в ВНЦХ АМН СССР (Б. А. Константинов, С. Л. Дземешкевич).
В период с конца 1960-х годов были разработаны, изготовлены и переданы в клиники сотни аппаратов вспомогательного кровообращения (АВК-1, АВК-2, АВК-3, АВК-5М, АВК-7 и транспортный вариант — АВКТ), работающие по методу внутриаортальной баллонной контрпульсации. В 1981 году был создан аппарат «АВК-5МС» с электрокардиостимулятором. В 1982 году разработаны баллон-катетеры «БК-14» и «БК-15» для внутриаортальной контрпульсации с целью разгрузки сердца человека и улучшения его кровообращения при острой сердечной недостаточности, которые в составе АВК нашли широкое применение в палатах интенсивной терапии. В 1984 году разработан аппарат вспомогательного и искусственного кровообращения «АВИК-9М», способный до 10 суток осуществлять совместно или раздельно электрическую стимуляцию сердца и вспомогательное кровообращение. В 1986 году освоен аппарат «АВИК-10» для управления работой насосов вспомогательного кровообращения. Блок оперативного контроля вспомогательного кровообращения «ВК-02», предназначенный для контроля за состоянием пациента в операционных, с успехом применялся в кардиоклиниках страны, и был удостоен серебряной медали ВДНХ.
В 1988 году был внедрён в производство прессоартериометр «ПА-02», предназначенный для непрерывного измерения аортального давления крови прямым методом при операциях и в послеоперационный период.
В 1970-е годы были созданы несколько типов пенно-плёночных, мембранных и жидкостно-мембранных оксигенаторов для насыщения крови кислородом при операциях с применением искусственного кровообращения.
С 1981 года началась разработка генератора технеция-99М, который использовался для радиоизотопной диагностики онкологических заболеваний органов человека путём введения в кровь препаратов, меченных радионуклидом, полученным от генератора. В развитие темы было создано большое количество оборудования: установка для выделения молибдена, линия зарядки генераторов технеция-99М, аппаратура для укупорки флаконов под вакуумом для приготовления наборов реагентов, автомат дозирования продукта и др. Результатом этого стала организация серийного производства генераторов технеция-99М и реактивов для диагностики онкологических заболеваний на заводах в Челябинске и Обнинске.
В 1986 году совместно с Московским и Кировским институтами переливания крови были разработаны и изготовлены из фторопласта-4МБ контейнеры для длительного хранения костного мозга в жидком азоте.
Работа конструкторов СКБ МТ не ограничивалась медицинской тематикой. Среди таких разработок, нашедших применение на КЧХК, можно выделить:
- виброкавитационные мельницы для помола фторопласта-4, что позволило поднять производительность труда и улучшить качество продукта, которому впоследствии был присвоен государственный Знак качества;
- скоростные мельницы «МИФ-6000», которые позволили иметь более тонкий помол фторопласта-4, необходимый для повышения качества изделий из него;
- реактор-смеситель для получения фтористого водорода, коренным образом изменивший существующее производство;
- роботизированный комплекс для затаривания минеральных удобрений в бумажные мешки.

## Современный статус
В 1993 году была начата приватизация Кирово-Чепецкого химического комбината им. Б. П. Константинова. В ходе последовавших многочисленных реорганизаций СКБ МТ стало подразделением одного из предприятий в составе холдинга «Уралхим», а в 2010 году получило самостоятельный юридический статус.
Оставаясь для крупнейшего в Европе производителя минеральных удобрений непрофильным активом, в июле 2012 года ООО «СКБ МТ» было уступлено им независимым инвесторам, заинтересованным в развитии конструкторского и производственного потенциала предприятия как разработчика и производителя наукоёмких медицинских изделий и оборудования.
В настоящее время ООО «СКБ МТ» продолжает выпуск серийной продукции, проводит научно-исследовательские и опытно-конструкторские работы по созданию новых образцов медицинской техники в сотрудничестве с многими медицинскими и научными коллективами.

## Продукция
| Изделие | ОКП     | Регистрационное удостоверение |
| --- | ------- | ----------------------------- |
| Протезы клапанов сердца АДМ и МДМ «Карбоникс-1» | 94 4480 | ФСР 2010/07607                |
| Фетр медицинский из фторопласта-4 для применения в качестве имплантатов в сердечно-сосудистой хирургии | 93 9370 | ФСР 2010/07606                |
| Каркасы «Бионикс-2» для биологических протезов клапанов сердца «БиоЛАБ-КС» | —       | —                             |
| Низкопрофильные каркасы «КЖ» для биологических протезов клапанов сердца «БиоЛАБ-КА» | —       | —                             |
| Кольцо опорное для аннулопластики митральных и трикуспидальных клапанов сердца «КОМП-01» | 94 4480 | ФСР 2010/07608                |
| Протезы клапанов сердца с дисковым запирающим элементом из углеродного материала ЛИКС-2 | 94 4480 | ФСР 2010/07605                |
| Углеситалл (УСБ) — изотропный пироуглеродный материал, получаемый путём направленного пиролитического осаждения углерода, легированный карбидом бора, и изделия из него. Материал обладает высокими физико-механическими и антифрикционными свойствами, устойчив к высоким температурам и агрессивным средам, биологически инертен, газонепроницаем | —       | —                             |